# Юнге, Траудль
Траудль Юнге (нем. Traudl Junge), урождённая Гертрауд Хумпс (нем. Gertraud Humps; 16 марта 1920, Мюнхен — 10 февраля 2002, Мюнхен, Бавария, Германия) — известна как один из четырёх личных секретарей Адольфа Гитлера в период с 1942 по апрель 1945 года.

## Биография
Гертрауд «Траудль» Хумпс родилась 16 марта 1920 года в Мюнхене в семье пивовара «Löwenbrauerei» и лейтенанта резервной армии Макса Хумпса и его жены Хильдегарды, урождённой Цоттманн. У неё была младшая сестра Инге (1923—2008). Когда Гертрауд было 5 лет, отец оставил семью, переселившись в Турцию, чтобы работать там по специальности. Хильдегарда отказалась последовать за мужем и потребовала развода (Макс Хумпс не давал о себе знать вплоть до 1933 года, когда Третий рейх окончательно занял место в мировой политике). Траудль вместе с сестрой выросла в доме своего деда по материнской линии генерала Максимилиана Цоттманна (1852—1942). Будучи подростком, Гертрауд мечтала стать танцовщицей.
В 1935 году Гертрауд, как и было положено, вступила в Союз немецких девушек.
В 1936 году она не смогла пойти в гимназию из-за отсутствия у матери возможности оплаты за обучение (т. н. «шульгельда») и оставила лицей, получив неполное среднее образование. Чтобы заработать денег, она работала конторской служащей, помощником шеф-редактора газеты «Rundschau-Verlag», секретарём на металлургическом предприятии. В 1937 году Гертрауд немного поработала моделью для статуи скульптора Вальтера Оберольцера, которая в тот же год была выставлена в Доме немецкого искусства в Баварии. В 1941 году Гертрауд успешно сдала экзамен для дальнейшего занятия танцами и подала заявление об увольнении, но «Rundschau-Verlag» отказало ей в этом, так как Германия к тому моменту уже вступила в войну с Советским Союзом (а переход на другое место работы или учёбы был разрешён только с согласия работодателя). Тогда Юнге попросила о помощи Инге (которая тогда танцевала в Немецком театре в Берлине), и уже Инге через свою лучшую подругу вышла на Альберта Бормана (брата Мартина Бормана), который организовал Юнге официальный вызов на работу в Берлин.

## Личный секретарь Гитлера
Переехав в Берлин, Юнге по рекомендации Альберта Бормана получила место в рейхсканцелярии, где сортировала почту и позже приняла участие (по совету того же Альберта Бормана) во внутрислужебном конкурсе на место секретаря для Гитлера, так как Герда Кристиан, работавшая в то время секретарём, должна была уйти в отпуск. Юнге не собиралась работать на этой должности длительное время, так как мечтала продолжить карьеру танцовщицы, но во время конкурса вела себя спокойно и сделала наименьшее количество ошибок в диктанте.
Во время проверки у неё поначалу дрожали пальцы, и она стала делать много ошибок, но в этот момент позвонил Риббентроп. Гитлер отвлёкся, Юнге успокоилась и в конце концов хорошо справилась со своим заданием.
В начале декабря 1942 года вместе с десятью другими девушками, прошедшими экзамен, Гертрауд прибыла поездом в «Вольфсшанце», где в тот момент находился Гитлер, и все они прошли ещё один экзамен на профессиональную пригодность. Таким образом, Траудль Юнге, Иоганна Вольф, Криста Шрёдер и Герда Кристиан окончательно сформировали квартет личных секретарей Гитлера.
«Мне было 22 года, и я ничего не знала о политике, она не интересовала меня», — сказала Юнге спустя несколько десятилетий. Она также сказала, что чувствует за собой большую вину за «…симпатию к одному из самых великих из когда-либо живших преступников».
Признаю, я была очарована Адольфом Гитлером. Он был приятным начальником и отеческим другом. Я сознательно проигнорировала все звучащие во мне голоса предупреждения и наслаждалась временем, проведённым в его обществе почти до самого конца.
При поддержке Гитлера в июне 1943 года Гертрауд вышла замуж за офицера СС Ганса Германа Юнге (1914—1944). Гитлер лично сообщил Юнге о смерти её мужа, который погиб в бою во французском Дрё, и попросил её остаться его секретарём, пообещав ей всяческую поддержку. Юнге работала на Гитлера сначала в Берлине, потом в его резиденции Бергхоф в Берхтесгадене, затем в «Волчьем логове» в Восточной Пруссии и, наконец, снова в Берлине в фюрербункере.

## Берлин, 1945 год
В 1945 году Юнге находилась с фюрером и его соратниками в фюрербункере до последней минуты. Она напечатала последнее политическое пожелание и завещание Гитлера за полтора дня до его смерти. По собственным словам, она играла с детьми Йозефа Геббельса, когда «Внезапно […] раздаётся звук выстрела, столь громкого и так близко, что все мы затихаем. Это отзывается эхом через все комнаты. „Прямое попадание!“ кричит Хельмут [Геббельс], не подозревая, как он прав. Теперь фюрер мёртв».
1 мая 1945 года около половины девятого вечера Юнге покинула фюрербункер вместе с бригадефюрером СС Вильгельмом Монке. Также в группе были личный пилот Гитлера Ганс Баур, телохранитель Ганс Раттенхубер, секретарь Герда Кристиан, диетврач Гитлера Констанция Манциарли, секретарь Бормана Эльза Крюгер и доктор Эрнст-Гюнтер Шенк. Юнге, Крюгер и Кристиан сумели выбраться из Берлина и двинулись на Эльбу, чтобы перейти линию западного фронта, в то время как большинство остальных были взяты в плен советскими войсками утром 2 мая в подвале на Шёнхаузер-аллее.

## После войны
Спустя месяц Юнге, не добравшись до Эльбы, вернулась в Берлин и, прожив там приблизительно неделю под именем Герда Альт (нем. Gerda Alt), попыталась сесть на поезд и уехать в западную часть Германии, но 9 июня 1945 года была арестована советскими контрразведчиками. Оказавшись в тюрьме, Юнге от русских охранников узнала достаточно, чтобы понять, что все доходившие до неё сведения о действиях немцев на востоке были откровенной нацистской пропагандой.
Юнге часто переводили из одной тюрьмы в другую и допрашивали относительно её роли в окружении Гитлера и обстоятельств его самоубийства. В декабре 1945 года Юнге была выпущена из тюрьмы, но ей разрешалось передвигаться только по советскому сектору Берлина. В канун нового 1946 года она заболела дифтерией и была госпитализирована в британский сектор, где в течение двух месяцев пролежала в больнице. За это время её мать предприняла различные меры, благодаря которым Юнге 2 февраля 1946 года получила необходимые бумаги и смогла перебраться из советского сектора в британский, а там отправилась на юг к американскому сектору — в Баварию. Там Юнге в течение краткого периода снова была допрошена, на этот раз американцами, после чего окончательно отпущена.
Хотя Юнге не была членом НСДАП, в 1947 году она прошла процесс денацификации.

## Дальнейшая жизнь
О послевоенной жизни Юнге известно лишь то, что она продолжала работать секретарём в различных организациях и предприятиях. Долгое время она работала главным секретарём в редакции еженедельника Quick и в Союзе Баварских Земель по уходу за домашними животными. Дважды она ездила в Австралию, где жила её сестра (под именем Инге Кайе), и ходатайствовала о разрешении на постоянное жительство там, но просьба была отклонена из-за её нацистского прошлого.
О её персоне публично стало известно только в 1970-х годах, когда она дала интервью для документального сериала «Мир в войне».
Траудль Юнге является автором книги воспоминаний «До последнего часа», на основе которой был снят художественный фильм «Бункер» (2004; роль Юнге сыграла Александра Мария Лара). Книгу Юнге написала ещё в 1947 году в ответ на предложение её знакомого предпринимателя, но тогда её не стали публиковать по причине того, как она сама объяснила позже, что «история будет не интересна». На русском языке книга была издана в 2005 году издательством «АСТ».
Скончалась на 82-м году жизни от рака в одной из клиник Мюнхена 10 февраля 2002 года.

## Книги
- Юнге, Траудль. Воспоминания секретаря Гитлера. До последнего часа. — М.: АСТ, 2005. — 224 с. — ISBN 5-17-029165-5.

## Фильмография
- х/ф «Бункер» (США, 1981), режиссёр Джордж Шефер, в роли Траудль Юнге — Сара Маршалл.
- х/ф «Бункер» (2004, Германия) — полная TV-версия 178 мин. Реж. Оливер Хиршбигель. В роли Траудль Юнге Александра Мария Лара[7].
- Документальный фильм «В мёртвом углу. Секретарша Гитлера»[8][9] (ориг. назв. «Im toten Winkel — Hitlers Sekretärin»[10], 2002, Австрия) — 90 мин., реж. Отмар Шмидерер. Фильм демонстрировался: на 52-м Берлинале, на Международном кинофестивале в Чикаго. Номинация: Премия Европейской киноакадемии 2002 года в категории Лучший документальный фильм года.
- «Дорогой друг Гитлер» (Индия, 2011). В роли — Джаслин.